# ارفعوا المراسي

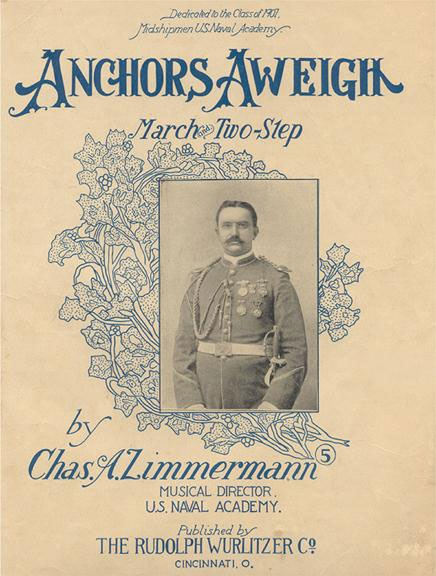
غلاف الأنشودة (1906)

ارفعوا المراسي (بالإنجليزية: Anchors Aweigh)‏ أنشودة خاصة بالبحرية الأمريكية. نظّمت في العام 1906، وكانت في الأساس، نشيدًا مسيرًا خاصًا بكرة القدم تكريمًا لطلبة الصف المتقدم في الأكاديمية البحرية الأمريكية.
ألّف الموسيقى قائد الجوقة الموسيقية التابعة للأكاديمية الملازم شارلز إيه زيمرمان (1861 - 16 كانون الثاني (يناير) 1916 / Charles A. Zimmermann)، أما كلماتها فهي من نظم طالب في الصف المتقدم هو ألفرد إتش مايلز Alfred Hart Miles. كما وضع فيلم بالاسم نفسه Anchors Aweigh، أنتج في العام 1945.

## عن الأنشودة
نظّم نشيد «ارفعوا المراسي» في الكنيسة الخاصة بالأكاديمية البحرية في شهر تشرين الثاني (نوفمبر) سنة 1906، وذلك عندما جلس مايلز وزيمرمان معًا إلى أرغن الكنيسة بهدف تأليف قطعة موسيقية تتمتع بنكهة خاصة، وأن تكون ملائمة كنشيد مسير خاص بكرة القدم.
ظل النشيد لسنوات عديدة يقتصر على الأكاديمية البحرية، لكنه في العام 1926 نُشر في مجموعة من أناشيد سلاح البحرية، وأصبح يعرف على صعيد البلاد بأنه النشيد الرئيس للأسطول البحري.

### التنقيحات
جرى تنقيح كلمات النشيد على فترات:
- أولاً: جعله أقرب إلى كونه نشيدًا بحريًّا منه إلى نشيد كرة قدم.
- ثانيًا: إضافة صيغ لاحقة منه، تتضمن تعليقات عن أعداء الأمة.

يوجد الآن صيغ عدة لكلمات النشيد وموسيقاه. وفي الصيغة هنا، فإن مجموعة الأبيات الأخيرة، كانت إحدى تلك التي ألفها أصلاً، الوكيل أول البحري مايلز. وكانت الأكاديمية مسرورة دائمًا كون الجيش الأمريكي لم يحظ بنشيد يضاهي في شعبيته نشيد «ارفعوا المراسي».

## الأنشودة
ارفعوا المراسي، يا أبنائي، ارفعوا المراسي
وداعًا لأفراح الكلية،
إننا نبحر عند طلوع النهار، النهار، النهار...
وطيلة ليلتنا الأخيرة على الشاطئ،
اشربوا نخب زبد البحر.
إلى أن نلتقي ثانية
ها نحن نتمنى لكم رحلة سعيدة نحو الوطن.
***
أبحرْ أيها الأسطول نزولاً في الخليج
ارفعوا المراسي، ولن نغيّر مسارنا أبدًا
نحن من الولايات المتحدة، نعم، نعم، نعم...
ولدينا مهمة نقوم بها فوق البحر.
ارفعوا المراسي هذا اليوم
بينما نحن مبحرون نحو النصر.
***
قفْ أيها الأسطول في أسفل الميدان
أبحر ميمّمًا شطر السماء
لن نغيّر مسارنا
أما أنت أيها الجيش فسرْ على استحياء
وواصل إحراز الأهداف أيها الأسطول
وارفعوا المراسي
أبحر أيها الأسطول نحو أسفل الميدان
وأغرق الجيش،
أغرق الجيش في لُجج الهمّ والكمد.